# Барсуан
Барсуан (баш. Бәрҫеүән) — деревня в Благоварском районе Республики Башкортостан Российской Федерации. Входит в состав Ямакаевского сельсовета.

## География

### Географическое положение
Расстояние до:
- районного центра (Языково): 18 км,
- центра сельсовета (Ямакай): 2 км,
- ближайшей ж/д станции (Благовар): 19 км.

## Население
| 2002 | 2009 | 2010 |
| ---- | ---- | ---- |
| 135  | ↗168 | ↘146 |

Согласно переписи 2002 года, преобладающие национальности — башкиры (70 %), татары (29 %).